# Голод (физиология)
Го́лод, чувство голода — субъективное физическое ощущение потребности приёма еды; он возникает при недостатке в крови веществ, необходимых для дальнейшего существования организма.

## Объяснение возникновения чувства голода
Существует несколько теорий, объясняющих возникновение чувства голода.
1. Глюкостатическая теория — ощущение голода связано со снижением уровня глюкозы в крови.
2. Аминоацидостатическая — чувство голода создается понижением содержания в крови аминокислот.
3. Липостатическая — нейроны пищевого центра возбуждаются недостатком жирных кислот и триглицеридов в крови.
4. Метаболическая — раздражителем нейронов пищевого центра являются продукты метаболизма цикла Кребса.
5. Термостатическая — снижение температуры крови вызывает чувство голода.
6. Локальная теория — чувство голода возникает в результате импульсации от механорецепторов желудка при его «голодных» сокращениях.

## Механизмы развития голода
Голодом и насыщением заведует гипоталамус, точнее, его пищевой центр — комплекс функционально взаимосвязанных  подкорковых ядер гипоталамуса, включающий в себя центр голода (вентролатеральное гипоталамическое ядро) и центр насыщения (вентромедиальное).
Большая заслуга в установлении механизма возникновения голода принадлежит нобелевскому лауреату в области физиологии Ивану Петровичу Павлову.
Задача пищевого центра — формирование пищевого поведения, то есть заботы о постоянной сытости. Гипоталамическая часть пищевого центра состоит из двух отделов: первый отвечает за чувство голода, а второй — за чувство насыщения, кроме них, пищевой центр включает в себя другие части лимбической системы, ретикулярной формации и передних отделов коры больших полушарий. До мозга сведения о голоде и насыщении доходят двумя способами — нервными сигналами, исходящими от желудка и кишечника, и реакцией на концентрацию питательных веществ в крови.
В 2012 году международной группой учёных была выдвинута гипотеза о том, что бактерии-симбионты, живущие в кишечнике, участвуют в формировании и подавлении чувства голода у хозяина. Основанием такого предположения стало то, что бактерии синтезируют (и выделяют) белки, являющиеся гормонами для хозяина.
Эта гипотеза была подтверждена группой исследователей Руанского университета: кишечная палочка через 20 минут активного размножения подавляет чувство голода хозяина (первое сообщение было опубликовано в 2013 году, онлайн-публикация — в ноябре 2015, печатная публикация — в феврале 2016).

## Последствия голода
До середины XX века основными причинами гибели среди детей и взрослых людей были голод, инфекции и болезни, вызванные грубым недостатком основных питательных веществ.